# Daniel Oliver Moser
Daniel Oliver Moser (* 1982 in Lienz/Tirol) ist ein österreichischer Komponist, Interpret und Ausbilder.

## Leben
Daniel Oliver Moser studierte ab dem Jahr 1999 am Kärntner Landeskonservatorium in Klagenfurt Violine und Viola bei Brian Finlayson mit dem Schwerpunkt Klavier bei Elisabeth Väth-Schadler. Im Jahr 2003 begann er ein Kompositionsstudium bei Alfred Stingl, das er 2004 nach Abschluss in Instrumental(Gesangs)pädagogik und dem 1. Diplomstudium für Viola mit Auszeichnung an der Musik und Kunst Privatuniversität der Stadt Wien bei Wolfgang Liebhart fortsetzte. Im Jahr 2007 erlangte Moser hier den Bachelorabschluss mit Auszeichnung. Danach folgte das Masterstudium bei Christian Minkowitsch ebenda.
Nachdem Moser im Jahr 2013 als Gastdozent für „Musikgeschichte nach 1945“ am Kärntner Landeskonservatorium tätig gewesen war, arbeitete er von 2016 bis 2018 an der Queen's University of Belfast (Irland) und 2019 an der Musikakademie Bratislava (Slowakei), jeweils als Workshopleiter für Spektralmusik. Nach seiner Rückkehr war er bis 2021 Dozent für Musiktheorie an der Musik und Kunst Privatuniversität Wien. Seit dem Jahr 2021 hat Moser eine befristete Professur für Komposition und historische Satztechniken an der Universität für Musik und darstellende Kunst Wien inne.

## Auszeichnungen (Auswahl)
- 2003: prima la musica – Bundeswettbewerb: 1. Preis mit mehreren Sonderpreisen (Sparte Kammermusik mit dem Acies Quartett)
- 2004: Gradus ad Parnassum: Förderpreis (mit dem Acies Quartett)
- 2009: Wendl & Lung Klavierkompositionswettbewerb: 1. Preis (Etüde für Klavier, Accentus - Tuba)[2]
- 2009: Josef Trattner-Kompositionswettbewerb: 1. Preis (Den Wein, den man mit Augen trinkt)[2]
- 2009: Bundesministerium für Unterricht, Kunst und Kultur: Arbeitsstipendien für Komposition[4]
- 2010: Bundeskanzleramt Österreich Kunst und Kultur: Startstipendium für Musik
- 2012: (ISA) - beste Interpretation eines zeitgenössischen Werkes: Preis (mit dem Atmos – Quartett)
- 2012: Theodor-Körner-Preis für Komposition[5]
- 2014: Amt der Tiroler Landesregierung: Artist in Residence im Künstlerhaus in Paliano bei Rom
- 2014: Stadt Innsbruck: Hilde Zach Stipendium (METOPA)[6]
- 2015: Amt der Kärntner Landesregierung: Jahresstipendium für Musik[3]
- 2016: Bundeskanzleramt, Sektion für Kunst und Kultur: Staatsstipendium für Komposition[3]
- 2018: Bundeskanzleramt, Sektion für Kunst und Kultur: Kompositionsförderung
- 2020: Bundesministerium für Unterricht, Kunst und Kultur: Kompositionsförderung

## Werke (Auswahl)

### Ensemblemusik
- Prismen – Quartett für drei Holzbläser und Klavier (2004, ÜA 2007)[7]
- Variation und Toccato – Quartett für vier Schlaginstrumente und Klavier (2006)[7]
- Phantasmagorie I – Für Streichquartett mit zwei Violinen, Viola und Violoncello (2008)[7]
- Phantasmagorie II („A way a lone a last a long the riverrun“) – Quartett für zwei Violinen, Viola und Violoncello (2009, ÜA 2012)[7]
- Den Wein, den man mit Augen trinkt – Quartett für Altflöte, Klavier, Violine und Violoncello (2009)[7]
- Der Abgrund auf der rechten Saite – Duo für Violoncello und Klavier (2009)[7]
- Atavismen – Trio für Flöte, Klarinette und Fagott (2009, ÜA 2010 mit Schlagwerk)[7]
- Tide I – Sextett für zwei Violinen, zwei Violen und zwei Violoncelli (2010)[7]
- En Sof – Trio für zwei Klaviere und Schlagwerk (2010)[7]
- Earlicker – Für Kammerorchester/Ensemble mit Flöte, Klarinette, Saxophon, Posaune, Klavier, Violine, Viola, Violoncello und Kontrabass (2010)[7]
- Urlicht – Trio für Klavier, Horn und Kontrabass (2011)[7]
- Scintillante/Sombre – Streichtrio für Violine, Viola und Violoncello (2012)[7]
- Elegie – Trio für Fagott, Posaune und Kontrabass (2013)[7]
- Tide II – Streichquintett für zwei Violinen, zwei Violen und zwei Violoncelli (2013)[7]
- Lethe – Sextett für Flöte, Klarinette, Perkussion, Klavier, Violine und Violoncello (2014)[7]
- en dehors – Trio für Klavier, Violine und Violoncello (2015)[7]
- Engführung – Duo für Klarinette und Violoncello (2015)[7]
- Pavane – Oktett für Flöte, Klarinette, Saxophon, Perkussion, Klavier, Violine, Viola und Kontrabass (2015)[7]
- Echolied – Sextett für Flöte, Klarinette, Saxophon, Violine, Viola und Violoncello (2016)[7]
- Salpuri – für Kammerorchester/Ensemble (2017)[7]
- Petit galop chromatique – Miniatur für Klavier vierhändig (2017)[7]
- Materialermüdung – für Streichtrio mit Violine, Viola und Violoncello (2018)[7]
- Geister, über den Wassern – für Quintett mit Flöte, Klarinette, Perkussion, Klavier und Violoncello (2018)[7]
- L‘appel du vide – für Kammerorchester/Ensemble (2019)[7]
- consideration (I) – für Duo mit Tenorblockflöte und Gitarre (2020)[7]
- consideration (II) – für Trio mit Hackbrett, Zither und Violoncello (2020)[7]

### Solomusik
- Marsyas – für Violoncello (2007)[7]
- Accentus - Tuba – für Klavier (2009, ÜA 2010)[7]
- Kataklysmen – für Klavier (2010–2011)[7]
- Nuances – für Violine (2011)[7]
- Rheme – für Viola (2012)[7]
- Schallschatten – für Klavier (2012, ÜA 2015)[7]
- Kadenzen zu Mozarts Violinkonzert G-Dur KV 216 – für Violine (2012)[7]
- Noctuidae – für Gitarre (2014)[7]
- Filamente – für Violoncello (2015)[7]
- Angry Birds – für Klavier (2017)[7]

### Orchestermusik
- Day Waking Night – für Orchester und Violinensolo (2009)[7]
- pirt/nohc – für Streichquartett und 2 Streichorchester (2011)[7]
- Tide III – für Streichorchester (2014)[7]